# Sétoundouo
Sétoundouo, également orthographié Sétondouo, est une localité située dans le département de Kampti de la province du Poni dans la région Sud-Ouest au Burkina Faso.

## Géographie
Sétoundouo est situé à environ 23 km au sud de Kampti et à 2,5 km à l'est de Galgouli et de la route nationale 12 menant à la frontière ivoirienne située à 5 km au sud.

## Santé et éducation
Le centre de soins le plus proche de Sétoundouo est le centre de santé et de promotion sociale (CSPS) de Galgouli tandis que le centre médical est à Kampti et que le centre hospitalier régional (CHR) de la province se trouve à Gaoua.